# Głogówko Królewskie
Głogówko Królewskie – wieś w Polsce położona w województwie kujawsko-pomorskim, w powiecie świeckim, w gminie Świecie.
W latach 1939–1945 położona była w okręgu Rzeszy Gdańsk-Prusy Zachodnie, w rejencji bydgoskiej (Regierungsbezirk Bromberg), w powiecie Świecie (Kreis Schwetz).
W latach 1975–1998 miejscowość administracyjnie należała do województwa bydgoskiego. Według Narodowego Spisu Powszechnego (III 2011 r.) liczyła 297 mieszkańców. Jest ósmą co do wielkości miejscowością gminy Świecie.
W dobie Cesarstwa Niemieckiego Głogówko Królewskie nazywało się Könglisch Glugowko. W latach 1939–1942 nazwą wsi było wciąż Könglisch Glugowko,, lecz po przeprowadzonej zamianie nazw miejscowości w Okręgu Rzeszy Gdańsk-Prusy Zachodnie, w latach 1942–1945 nazywała się Köngsglugau. Niedaleko Głogówka Królewskiego znajdowało się Głogówko Miejskie, wcześniej (ok. 1906 r.) stanowiło część Królewskiego, a zaczęło pojawiać się na mapach ok. 1918. W czasach II Rzeczypospolitej obszar ten występował jako także jako część Głogówka Królewskiego. W tym samym czaise wieś ta występowała jako Królewskie Głogówko.
W latach 1939–1942 nazwą wsi było wciąż Städt-Glugowko, lecz po przeprowadzonej zamianie nazw miejscowości w Okręgu Rzeszy Gdańsk-Prusy Zachodnie, w latach 1942–1945 nazywała się Städtisch Glugau. Pod okupacją niemiecką miejscowość ta posiadała status kolonia. Współcześnie obszar ten stanowi część Głogówko Królewskiego.